# Západní aramejština
Západní aramejština je živý jazyk a jedna z variant aramejštiny. Spolu s ugaritštinou a kanaánštinou náleží k severozápadní větvi semitských jazyků. V současnosti se jí mluví ve třech vesnicích v Sýrii v pohoří Antilibanon. Počet mluvčích je odhadován na 15 000. Západní aramejština patří spolu s dialekty východní aramejštiny (jejichž počet mluvčích se odhaduje na 500 000)[zdroj?] k přeživším zbytkům klasické aramejštiny, kterou se kdysi mluvilo na celém Blízkém a Středním východě.